# Moshopha
Moshopha is een dorp in het district Central in Botswana. De plaats telt 1373 inwoners (2011).